# Земля до начала свиней
«Земля до начала свиней» (англ. Land Before Swine) — 18 серия 1 сезона американского мультсериала «Гравити Фолз».

## Сюжет
Шериф Блабс и его напарник Дурланд сидят ночью в машине, около щита на обочине дороги. Дурланд пытается пройти «тест» в журнале, когда над ними пролетает Птеродактиль и срывает крышу у патрульной машины.
Утром дядя Стэн проводит экскурсию для туристов, и дом остаётся в полном распоряжении Мэйбл и она решает повеселиться со своим любимым поросёнком — Пухлей. Устав от веселья, они засыпают на полу посреди комнаты, пока о них не спотыкается Стэн. Завязывается спор, в ходе которого выясняется, что Стэн считает Пухлю дармоедом. Мэйбл уходит.
В это время в лесу Диппер вместе с Зусом расставляют ловушку для ночного чудовища, намереваясь сфотографировать его. Ребята сидят в засаде, неожиданно что-то проносится мимо них, и раздаётся звук фотокамер. Друзья бегут к ловушке и видят, что приманка сработала.
По телевизору идёт реклама мягкой сумки для детей и свиней. Мэйбл сразу же загорается идеей купить его для Пухли. Она просит Стэна присмотреть за её питомцем, пока её не будет. Дядя с неохотой соглашается. Девочка убегает, а Диппер вместе с Зусом вернулись в Хижину. Диппер проявляет плёнку, но в комнату вошёл Зус и испортил снимки.
В это время дядя Стэн проводит очередную экскурсию по Хижине Чудес; он собирается показать туристам Единокуруза, однако от экспоната остался лишь каркас из проволоки, так как всю кукурузу съел Пухля. Туристы обвиняют Стэна в мошенничестве и уходят, а тот срывается на Пухлю из-за испорченной экскурсии. Рассерженный Стэн выставляет свинью на улицу, сажает на привязь и даёт доллар. Он разворачивается, чтобы уйти, но тут же прилетает птеродактиль, хватает Пухлю и уносит с собой. Диппер с Зусом слышат шум на улице и выбегают наружу. Шокированный Стэн говорит, что чудовище забрало поросёнка. Тут возвращается Мэйбл и наступает неловкая пауза.
Мэйбл узнаёт, что её питомца похитили. Она расстраивается и просит рассказать, что произошло. Дядя придумывает историю, будто бы он сидел и кормил Пухлю сливками, но внезапно внутрь ворвался птеродактиль и похитил свинью. Компания собирается отправиться на охоту за птеродактилем, но Диппера волнует то, что Зус идёт вместе с ними: мальчик не хочет брать его с собой, потому что Зус случайно всё портит. Он говорит об этом с Мэйбл, однако самому Зусу сказать не решается, и они вместе отправляются искать Пухлю.
Красная нить со свитера Пухли приводит всю компанию к заброшенной церкви. Внутри они встречают старика МакГакета и вместе спускаются в старую шахту. Подземный туннель выводит их в пещеру с динозаврами, застывшими в древесной смоле. Выяснилось, что Птеродактиль вырвался наружу из-за летней жары, которая растопила смолу. Стэн в восторге от пещеры: он придумывает способ заработать, создав музей, и случайно проговаривается, что выставил свинью из дома. Это слышит Мэйбл, которая обижается на дядю и отказывается с ним разговаривать. Зус пытается примирить их и случайно выбивает из рук Диппера лампу, а затем ещё уничтожает след, смотав клубок. Это выводит Диппера из себя и он выказывает своё раздражение из-за неуклюжести Зуса. Начинается перебранка, но, к счастью, её прерывает МакГакет с информацией, что он починил фонарь. Однако все забывают о спорах, когда обнаруживают, что за спиной старика стоит динозавр, который утащил Пухлю. Вся компания бежит в туннель и прячется за камнями. Мэйбл слышит хрюканье Пухли и, игнорируя предупреждения об опасности, бежит к своему питомцу. Остальные бросаются за ней следом. Птеродактиль снова атакует; напуганный Пухля кидается наутёк и прыгает Стэну на руки, но хлипкие доски под ними ломаются и они падают вниз.
Диппер, Мэйбл, Зус и старик МакГакет прячутся в гнезде. Птеродактиль кидает к их ногам феску Стэна. Неожиданно начинает трескаться яйцо — на свет появляется птенец птеродактиля и съедает МакГакета, что пугает ребят. В это время внизу Стэн остаётся один с Пухлей. Поначалу он хочет пожертвовать поросёнком и вниманием племянницы ради того, чтобы выжить, но потом меняет решение и защищает поросёнка.
Зус придумывает план, как выбраться из гнёзда, но Диппер сомневается в его успехе. Зус просит ему доверится. В итоге, с помощью плана Зуса ребятам удаётся выбраться из гнёзда и спрятаться за камнями. Они видят, как Стэн, оседлав птеродактиля, бьёт его по морде. Стэн возвращает Пухлю Мэйбл, но им приходится спасаться бегством от птеродактиля. Они прибегают к выходу на поверхность и гейзер выталкивает их на поверхность. На обратном пути Стэн объясняет свой поступок и они едут домой. В машине Диппер обнаруживает в своей жилетке зуб птеродактиля и окончательно мирится с Зусом. МакГакету удалось спастись от птенца и выбраться на поверхность.

## Вещание
В день премьеры эпизод посмотрели 3,5 млн человек.

## Отзывы критиков
Обозреватель развлекательного веб-сайта The A.V. Club Аласдер Уилкинс поставил эпизоду оценку «A-», отметив, что «в серии, Стэн становится героем, так как спасает Пухлю, потому что знает, что Мэйбл заботится о поросёнке, и решает, что его дни станут намного лучше, если Мэйбл будет рядом, чтобы развлечь его. Разумное использование замедленной съёмки, когда Стэн сначала прыгает к птеродактилю, а затем бьёт его по голове, выкрикивая свой боевой клич, помогает создать зрелищность сцены, как и зажигательная музыка. История небольшого эмоционального конфликта между Диппером и Зусом достаточно эффективна, но в ней нет такого уникального ощущения мультсериала, как в основной истории».
На агрегаторе-оценок IMDB серия имеет рейтинг 8.4/10 на основе 2 157 пользовательских оценок.